# Инах
Вижте пояснителната страница за други значения на Инах.
Инах (на гръцки: Ιναχος) в древногръцката митология е речен бог. Покровител на река Инах в Арголида.
Син е на Океан и Тетида и родоначалник на Инахидите. Жени се за нимфата Мелия и от техния съюз се ражда Фороней. Инах е баща и на Ио. Когато Посейдон и Хера спорят за властта над Аргос, Инах е избран за съдия и дава право на Хера пред Посейдон. За отмъщение оттогава всяка година Посейдон пресушава река Инах. Имах помага на хората след потопа и е основател и първи владетел на град Аргос. Отправя молба към Зевс да остави на мира дъщеря му, поради което Зевс му праща ериния, чиито мъчения Инах не издържа и се хвърля в реката, наречена по-късно на него.
Според Аполодор той е първият човек в Пелопонес.